# Thurfälle
Koordinaten: 47° 12′ 8″ N, 9° 18′ 42″ O; CH1903: 741914 / 229623

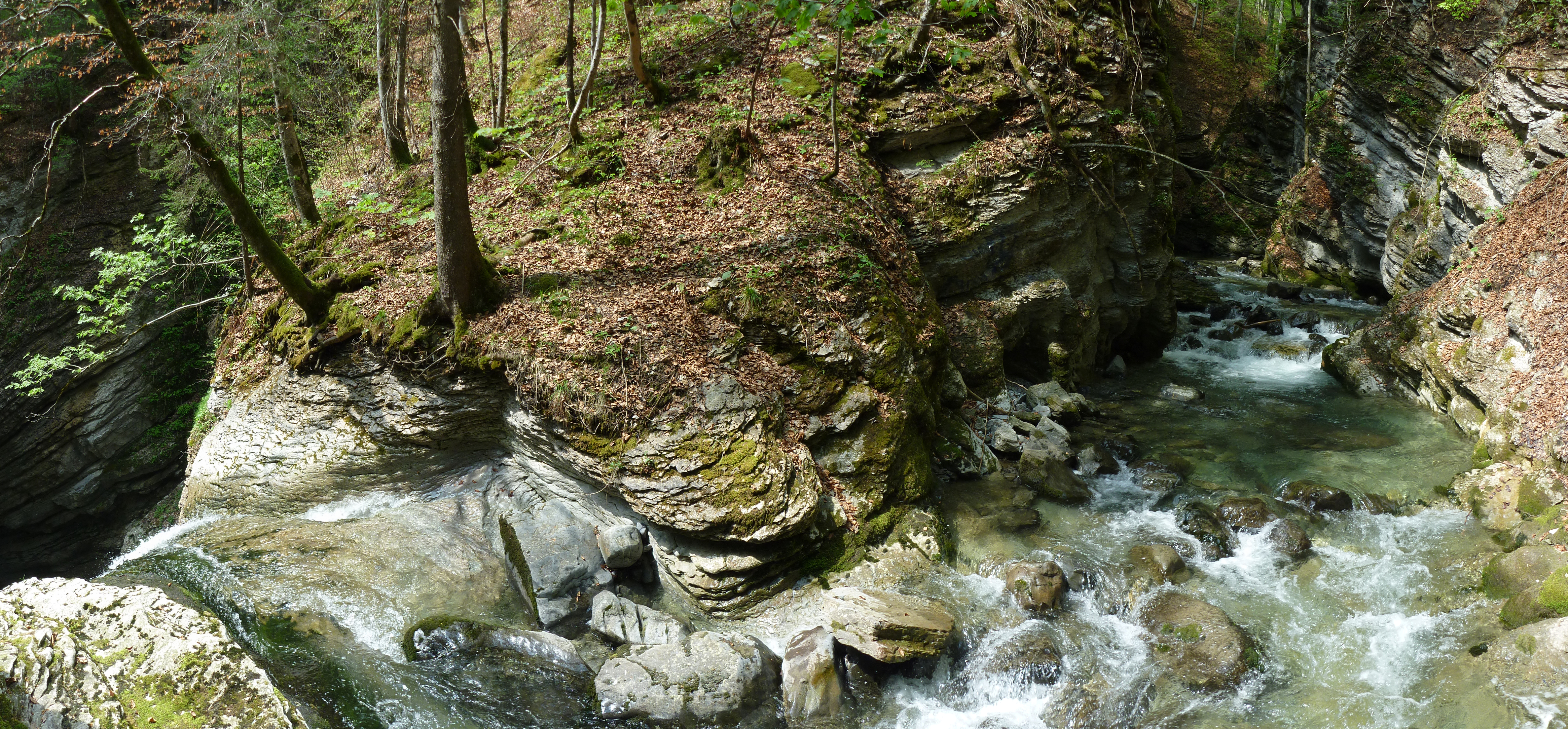
Zufluss der Wasserfälle

Unter der Bezeichnung Thurfälle oder Thurwasserfälle versteht man die zweistufige Kaskade der Säntisthur, einem der Quellflüsse der Thur.

## Lage
Die Thurfälle liegen bei Unterwasser SG in der Gemeinde Wildhaus-Alt St. Johann im Kanton St. Gallen in der Schweiz.
Die obere Stufe wird als Oberer Thurfall (Schweizerische Wasserfallnummer 16.1), die untere als Unterer Thurfall (Schweizerische Wasserfallnummer 16.2) bezeichnet. Die gesamte Fallhöhe beträgt 23 Meter, wovon 13 Meter auf den oberen Thurfall und 10 Meter auf den unteren Thurfall entfallen. Die durchschnittliche Abflussmenge beträgt 830 l/s. Das Einzugsgebiet der Säntisthur beträgt an den Wasserfällen 19,5 km2. Nach langer Trockenheit können vor allem im Sommer die Thurfälle trockenfallen. Die Säntisthur fliesst unterhalb der Wasserfälle durch das Chämmerlitobel ab.

## Tourismus
Die Thurfälle sind durch einen Wanderweg von Unterwasser ausgehend durch das Chämmerlitobel in einer zehn- bis fünfzehnminütigen einfachen Wanderung zugänglich. Es gibt drei Aussichtsplattformen. Eine Galerie befindet sich auf der untersten Ebene. Durch einen beleuchteten Felstunnel mit Aussichtsfenstern sind weitere Aussichtspunkte erreichbar, von denen aus der untere Thurfall, der obere Thurfall, das Chämmerlitobel und der Zufluss zu den Wasserfällen beobachtet werden können. Der Weg und die Galerien wurden im Jahr 1927 durch den Unterwasseren Ernst Waldburger erschlossen.
Von den Thurfällen führen Wanderwege in Richtung Älpli, auf die Alp Gamplüt, zum Gräppelensee, bis zum Säntis oder zurück in Richtung Wildhaus SG und Unterwasser.

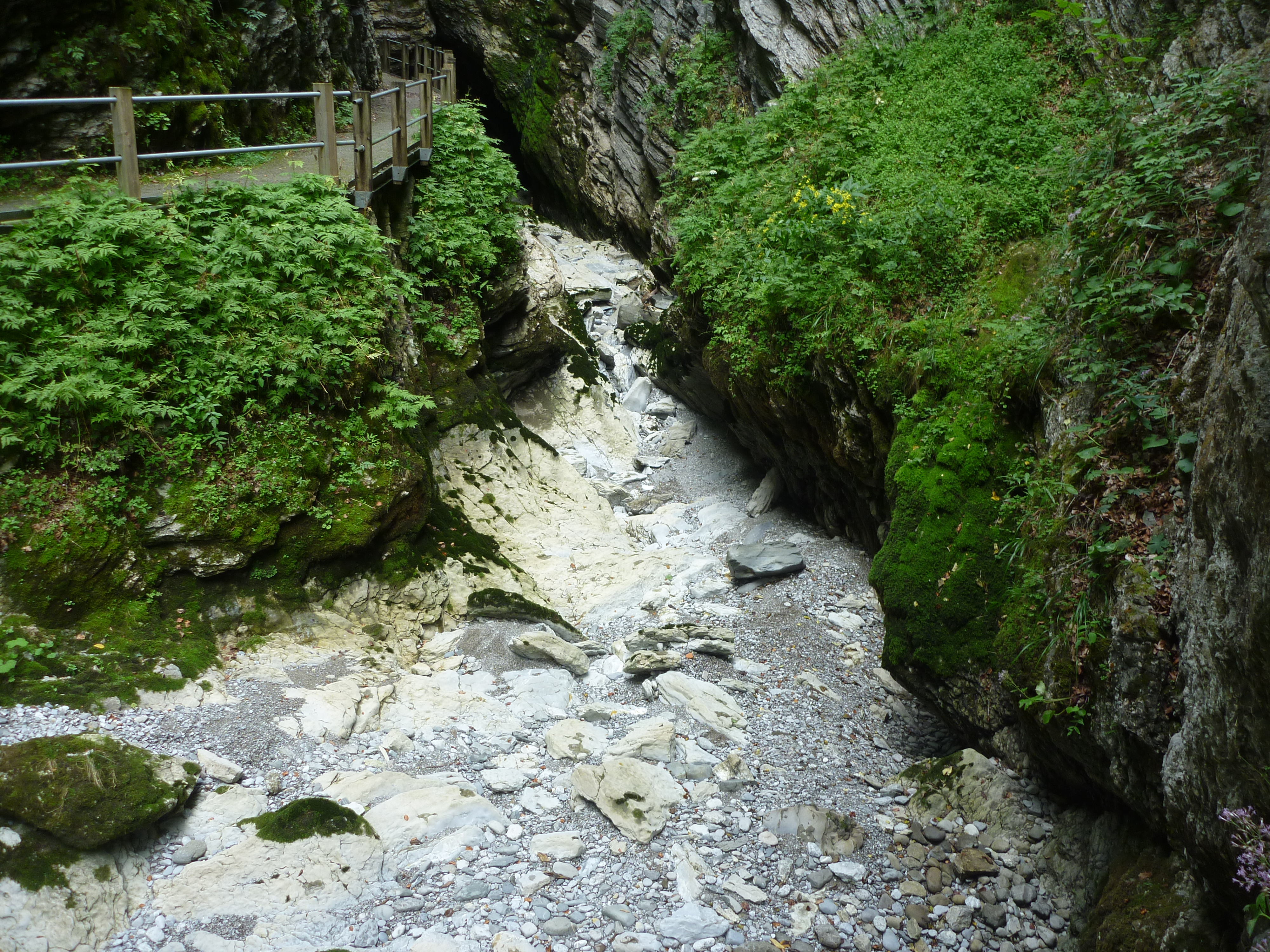
Ausgetrocknete Thur im Chämmerlitobel
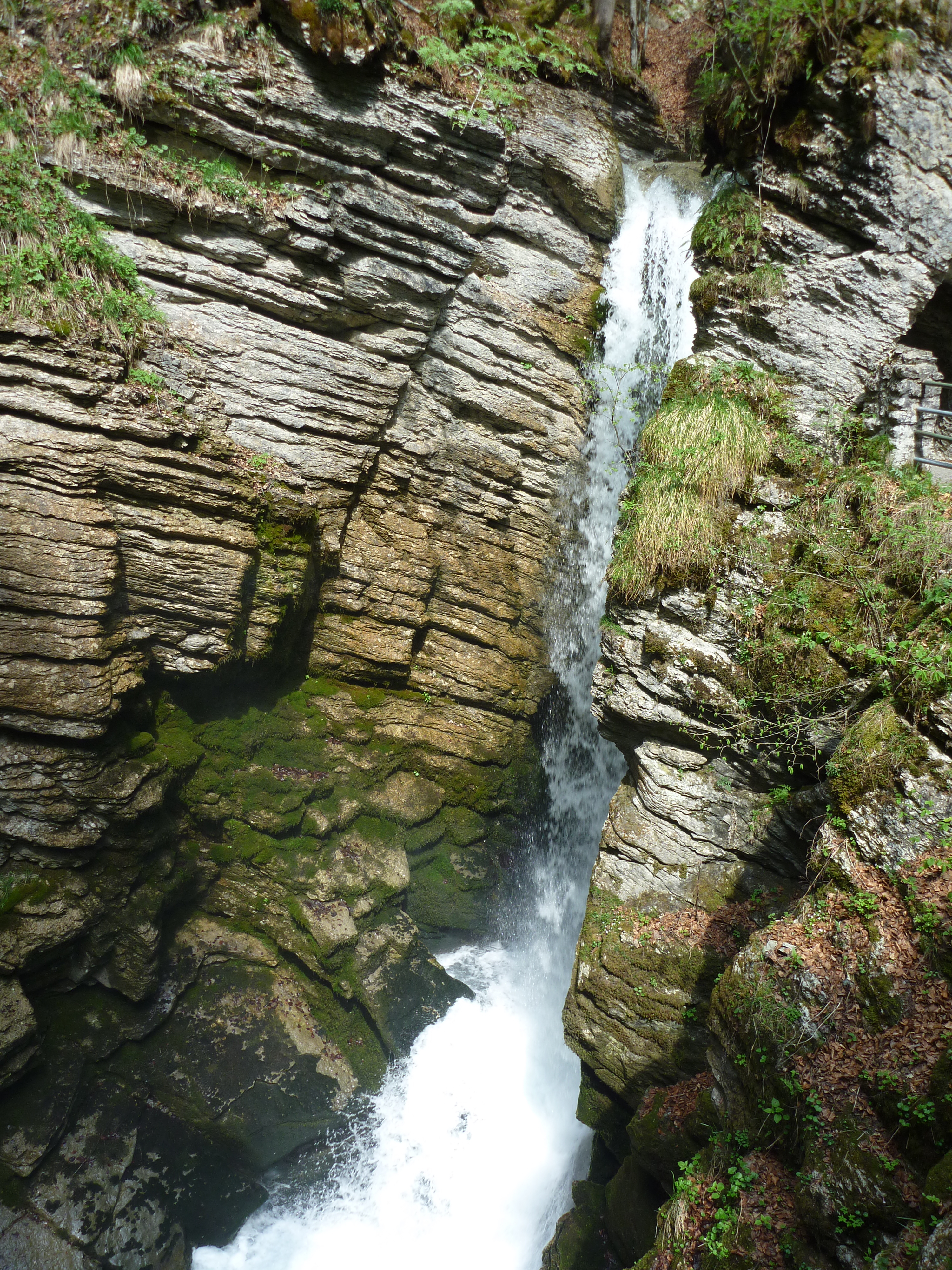
Oberer Thurfall
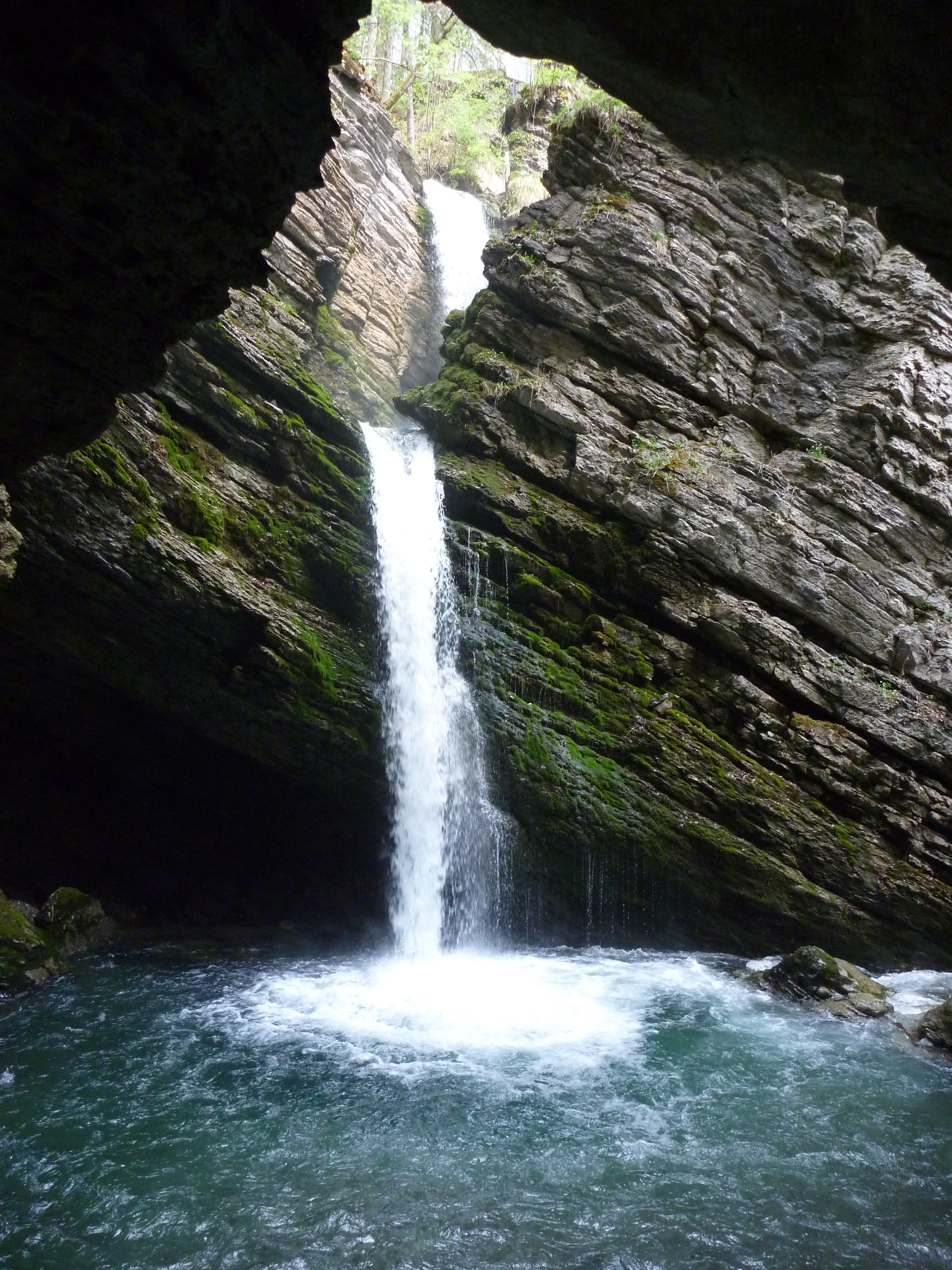
Unterer Fall
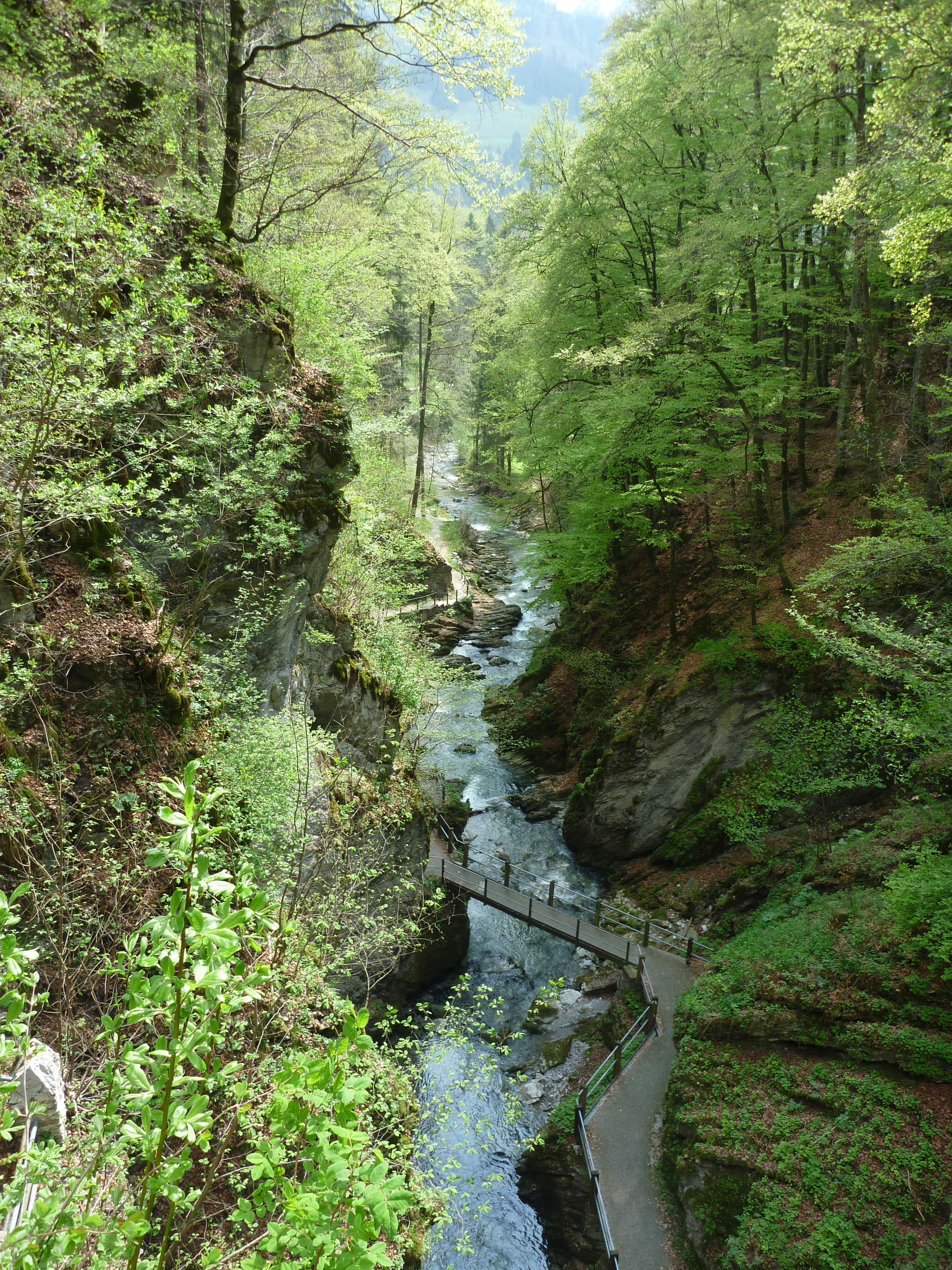
Chämmerlitobel